# Wong Kei-ying
Wong Kei-ying, també conegut com a Wong Kai-ying o Huang Qiying (黃麒英 | cantonès: Wong Keiying | mandarí: Huáng Qíying) era un mestre d'arts marcials xinès, mort el 1886.

## Dades biogràfiques
Wong, deixeble durant deu anys de Luk Ah-choi i especialitzat en la tècnica Hung Gar, va ser un dels membres dels Deu Tigres de Guangdong, prestigiós metge de Guangdong i més tard, pare del famós mestre Wong Fei-hung.

## Wong Kei-ying al cinema
El personatge de Wong Kei-ying es va fer popular, abans de res, per la sèrie cinematogràfica d'Once Upon a Time in China (1991-96), on estava interpretat per Lau Shun i per Donnie Ien en la preqüela de la sèrie, titulada El mico de ferro.
Chiang Yang el va encarnar en la pel·lícula El desafiament dels mestres (1976) de Liu Chia-liang.
Jimmy Wang Yu va fer una breu aproximació al personatge en El tren dels milionaris (1986) de Sammo Hung.
Tu Lung el va interpretar en La llegenda del lluitador borratxo (1994) de Liu Chia Liang i Jackie Chan.